# Mamă, tată, vreau să vă spun ceva
Mamă, tată, vreau să vă spun ceva este un film românesc din 2016 regizat de Paul Mureșan.

## Distribuție
Distribuția filmului este alcătuită din:
- Paul Mureșan — Mama/ Tânărul